# Saint-Martial-de-Gimel
 Saint-Martial-de-Gimel  (en occitano Sent Marçau de Gimel) es una comuna y población de Francia, en la región de Lemosín, departamento de Corrèze, en el distrito de Tulle y cantón de Tulle-Campagne-Sud.
Su población en el censo de 2008 era de 488 habitantes.
Está integrada en la Communauté de communes Tulle et Cœur de Corrèze.

## Demografía
| 403 | 497 | 419 | 471 | 487 | 456 | 488 |
| Para los censos de 1962 a 1999 la población legal corresponde a la población sin duplicidades (Fuente: INSEE [Consultar]) |     |     |     |     |     |     |